# Чемпіонати Азербайджану із шахів

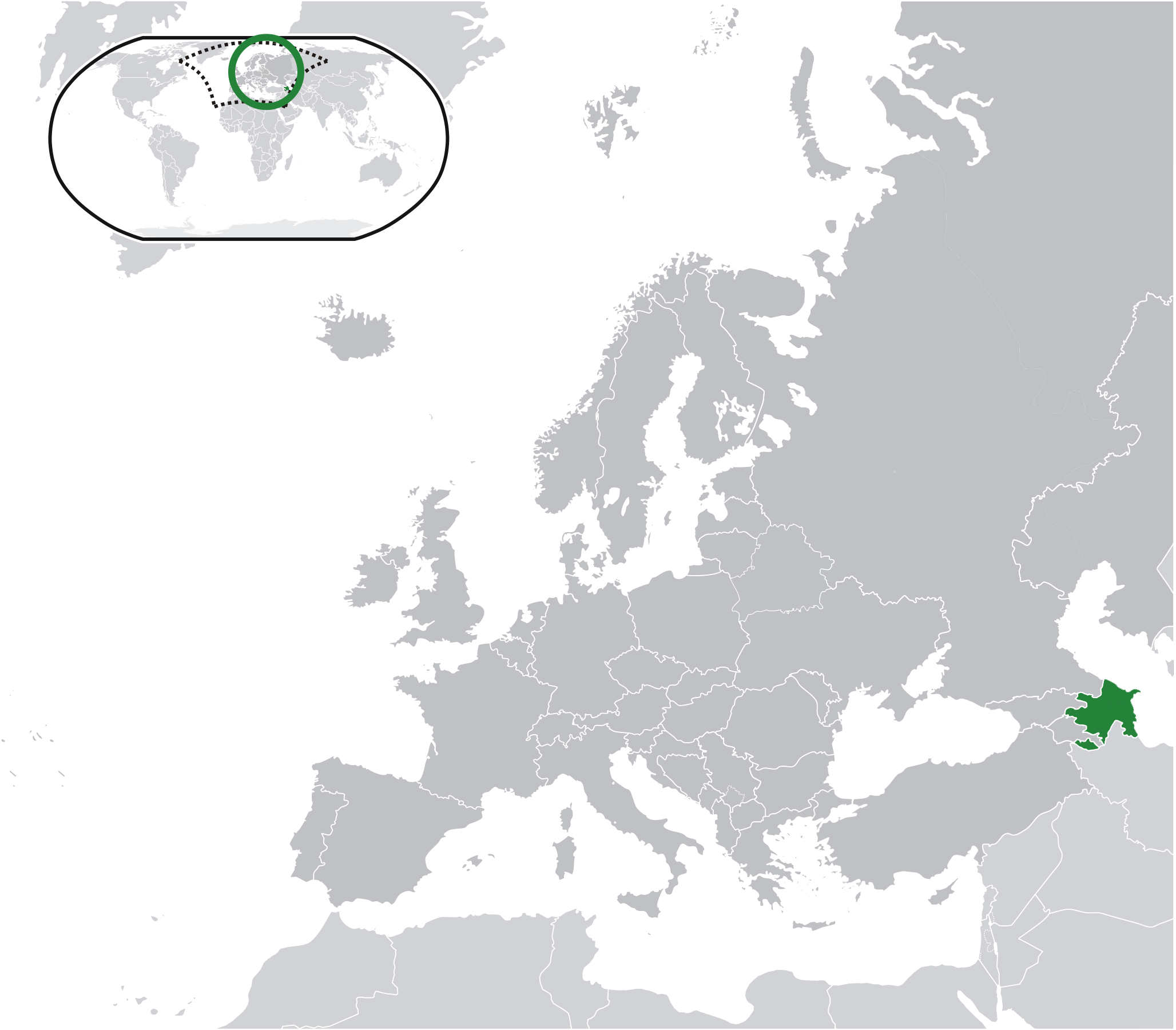
Розташування Азербайджану в Європі

Чемпіонати Азербайджану із шахів — всеазербайджанське змагання під егідою Федерації шахів Азербайджану, яке виявляє найсильніших шахістів країни. Змагання проводяться окремо серед чоловіків, серед жінок, серед юнаків та дівчат (до 20) і юніорів (категорії 12-18 і 8-12 років). Також розігрується командна першість.

## Загальні відомості
Проводиться щороку із 1927 року. Офіційний статус змагання набуло 1934 року
Жіночі чемпіонати проводяться з 1936 року, офіційно — з 1957.
Проводяться також чемпіонати Азербайджану з рапіду та бліцу.

## Регламент
На 2025 діє наступний регламент.
До чемпіонату допускаються шахісти, які відповідають таким вимогам:
1. Члени збірної Азербайджану з шахів (5 місць)
2. Півфіналісти чемпіонату Азербайджану з шахів
3. Шахисти з найвищим рейтингом ФІДЕ на грудень 2024 року (14 місць)
4. Шахисти, що показали найвищі результати (5 місць)

Відбір учасників провадиться пріоритетно від першого критерію до четвертого.
Для участі гравців у чемпіонаті проводиться реєстрація. Гравці підписують договір із Федерацією шахів Азербайджану на участь у чемпіонаті.
Чемпіонат проводиться за олімпійською системою (нок-аут, який програв вибуває). Чемпіонат складається з 5 турів та проходить за правилами ФІДЕ.
Кожен тур складається з двох класичних партій (білими та чорними) та у разі рівного рахунку – тай-брейка.
Чемпіонат розпочинається зі стадії 1/16 фіналу. Чинний чемпіон Азербайджану з шахів та 5 шахістів з найвищим рейтингом розпочинають чемпіонат зі стадії 1/8 фіналу. На стадії 1/8 фіналу вони додаються до шахістів, які пройшли стадію 1/16 фіналу.
Тур проводиться за три дні. Першого дня — перша гра, другого — друга. У третій – тай-брейк.
У ході партії на 40 ходів приділяється 90 хвилин. Після 40-го ходу чорних на партію надається 30 хвилин. Нічия не дозволяється до 30-го ходу чорних, крім триразового повторення позиції чи пата.
На тай-брейку грають 2 партії у рапіді. Час партії – 25 хвилин.
Якщо на тай-брейку зафіксовано нічию, грає армагедон. Білим надається 15 хвилин, чорним 10 хвилин. Білим для проходу на наступний етап зараховується лише перемога. У разі нічиї або перемоги чорних, наступного етапу проходить гравець, який грав чорними.
Чемпіон Азербайджану стає членом збірної Азербайджану з шахів. Півфіналісти отримують право взяти участь у Чемпіонаті Європи з шахів.
Під час змагань ігрову зону допускаються лише гравці, судді та організаційний персонал. Пронос із собою телефонів та іншої електронної техніки гравцями в ігрову зону заборонено.
Залишення ігрової зони гравцем допускається лише з дозволу головного судді або одного із суддів. За порушення цього правила суддею може бути визнана поразка гравця у партії.
Після закінчення ігрового дня гравці запрошуються на аналіз партій.
Апеляційний комітет складається з 5 членів (3 постійних члени, 2 резервні). Апеляції приймаються протягом однієї години після закінчення гри. Для подання апеляції вноситься депозит, який повертається у разі задоволення апеляції.

## Чемпіонати Азербайджанської ССР
| № | Рік  | Місто проведення | Переможець                          | + | - | = | Результат |
| - | ---- | ---------------- | ----------------------------------- | - | - | - | --------- |
|   | 1927 |                  | Гурвіч                              |   |   |   |           |
|   | 1934 |                  | Касум Селімханов                    |   |   |   |           |
|   | 1936 |                  | Михайло Макогонов Жилаків           |   |   |   |           |
|   | 1947 |                  | Володимир Макогонов                 |   |   |   |           |
|   | 1948 |                  | Володимир Макогонов                 |   |   |   |           |
|   | 1949 |                  | Володимир Макогонов                 |   |   |   |           |
|   | 1950 |                  | Борис Левітас                       |   |   |   |           |
|   | 1951 |                  | Володимир Макогонов                 |   |   |   |           |
|   | 1952 |                  | Володимир Макогонов                 |   |   |   |           |
|   | 1953 |                  | Азер Зейнали                        |   |   |   |           |
|   | 1954 |                  | Султан Халилбейли                   |   |   |   |           |
|   | 1955 |                  | Леонід Листенгартен Віктор Топровер |   |   |   |           |
|   | 1956 |                  | Лев Гульдін                         |   |   |   |           |
|   | 1957 |                  | Самуїл Жуховицький                  |   |   |   |           |
|   | 1958 |                  | Султан Халилбейли                   |   |   |   |           |
|   | 1959 |                  | Володимир Багіров                   |   |   |   |           |
|   | 1960 |                  | Володимир Багіров                   |   |   |   |           |
|   | 1961 |                  | Володимир Багіров                   |   |   |   |           |

## Чемпіонати Азербайджану
| №  | Рік  | Місто проведення | Переможець          | + | − | = | Результат |
| -- | ---- | ---------------- | ------------------- | - | - | - | --------- |
|    | 1992 | Баку             | Рауф Гаджилі        |   |   |   |           |
|    | 1993 | Баку             | Рахім Гасімов       |   |   |   |           |
|    | 1994 | Баку             | Рауф Гаджилі        |   |   |   |           |
|    | 1995 | Баку             | Азер Мірзоєв        |   |   |   |           |
|    | 1996 | Баку             | Сархан Гулієв       |   |   |   |           |
|    | 1997 | Баку             | Айдин Гусейнов      |   |   |   |           |
|    | 1998 | Баку             | Руфат Багіров       |   |   |   |           |
|    | 1999 | Баку             | Магомед Зульфугарли |   |   |   |           |
|    | 2000 | Баку             | Азер Мірзоєв        |   |   |   |           |
|    | 2001 | Баку             | Шахріяр Мамед'яров  |   |   |   |           |
|    | 2002 | Баку             | Шахріяр Мамед'яров  |   |   |   |           |
|    | 2003 | Баку             | Рауф Мамедов        |   |   |   |           |
|    | 2004 | Баку             | Рауф Мамедов        |   |   |   |           |
|    | 2006 | Баку             | Рауф Мамедов        |   |   |   |           |
|    | 2007 | Баку             | Ельмір Гусейнов     |   |   |   |           |
| 63 | 2008 | Баку             | Рауф Мамедов        | 5 | 0 | 4 | 7 из 9    |
| 64 | 2009 | Баку             | Решад Бабаєв        | 4 | 0 | 5 | 6½ из 9   |
| 65 | 2010 | Баку             | Ельтадж Сафарлі     |   |   |   | из        |
| 66 | 2011 | Баку             | Ніджат Мамедов      | 5 | 0 | 6 | 8 из 11   |
| 67 | 2012 | Баку             | Вугар Расулов       |   |   |   | из        |
| 68 | 2013 | Баку             | Заур Мамедов        |   |   |   | 7 из 9    |
| 69 | 2014 | Баку             | Ульві Баджарані     |   |   |   | из        |
| 70 | 2015 | Баку             | Рауф Мамедов        | 4 | 0 | 5 | 6½ из 9   |
| 71 | 2016 | Баку             | Ельтадж Сафарлі     | 7 | 0 | 2 | 8 из 9    |
| 72 | 2017 | Баку             | Ніджат Абасов       | 6 | 0 | 3 | 7½ из 9   |
| 73 | 2018 | Баку             | Абдулла Гадімбейлі  |   |   |   | 7 из 9    |
| 74 | 2019 | Баку             | Магомед Мурадли     |   |   |   |           |
| 75 | 2020 | —                | —                   | — | — | — | —         |
| 76 | 2021 | Нахічевань       | Васіф Дурарбейлі    |   |   |   |           |
| 77 | 2022 | Нахічевань       | Магомед Мурадли     |   |   |   |           |
| 78 | 2023 | Баку             | Васіф Дурарбейлі    |   |   |   |           |
| 79 | 2024 | Баку             | Айдин Сулейманли    |   |   |   |           |
| 80 | 2025 | Баку             | Рауф Мамедов        |   |   |   |           |

## Жіночі чемпіонати

### Чемпіонати Азербайджанської ССР
| № | Рік  | Місто | Переможниця                           | + | - | = | Результат |
| - | ---- | ----- | ------------------------------------- | - | - | - | --------- |
|   | 1936 |       | Рождественская                        |   |   |   |           |
|   | 1957 |       | Татьяна Горбулева Татьяна Затуловская |   |   |   |           |
|   | 1958 |       | Татьяна Затуловская                   |   |   |   |           |
|   | 1960 |       | Мартиросова                           |   |   |   |           |
|   | 1961 |       | Аванесова                             |   |   |   |           |

### Чемпіонати Азербайджану
| Рік  | Місто      | Переможниця        | + | - | = | Результат |  |
| ---- | ---------- | ------------------ | - | - | - | --------- |  |
| 2001 | Баку       | Зейнаб Мамед'ярова |   |   |   |           |  |
| 2002 | Баку       | Фіруза Веліханли   |   |   |   |           |  |
| 2003 | Баку       | Тюркан Мамед'ярова |   |   |   |           |  |
| 2004 | Баку       | Афаг Худабердієва  |   |   |   |           |  |
| 2006 | Баку       | Хаяла Іскендерова  |   |   |   |           |  |
| 2007 | Баку       | Зейнаб Мамед'ярова |   |   |   |           |  |
| 2008 | Баку       | Зейнаб Мамед'ярова |   |   |   |           |  |
| 2009 | Баку       | Нармін Кязімова    |   |   |   |           |  |
| 2010 | Баку       | Тюркан Мамед'ярова |   |   |   |           |  |
| 2011 | Баку       | Тюркан Мамед'ярова |   |   |   |           |  |
| 2012 | Баку       | Тюркан Мамед'ярова |   |   |   |           |  |
| 2013 | Баку       | Хаяла Абдулла      |   |   |   |           |  |
| 2014 | Баку       | Айтан Амраєва      |   |   |   |           |  |
| 2015 | Баку       | Зейнаб Мамед'ярова |   |   |   |           |  |
| 2016 | Баку       | Нармін Кязімова    |   |   |   |           |  |
| 2017 | Баку       | Гюнай Мамедзаде    |   |   |   |           |  |
| 2018 | Баку       | Ханим Баладжаєва   |   |   |   |           |  |
| 2019 | Баку       | Гюнай Мамедзаде    |   |   |   |           |  |
| 2020 | Баку       | Ханим Баладжаєва   |   |   |   |           |  |
| 2021 | Нахічевань | Гюльнар Мамедова   |   |   |   |           |  |
| 2022 | Баку       | Говхар Бейдуллаєва |   |   |   |           |  |
| 2023 | Баку       | Говхар Бейдуллаєва |   |   |   |           |  |
| 2024 | Баку       | Аян Аллахвердієва  |   |   |   |           |  |
| 2025 | Баку       | Гюнай Мамедзаде    |   |   |   |           |  |